# Нура (община)
Община Нура (на шведски: Nora kommun) е разположена в лен Йоребру, централна Швеция с обща площ 695 km2 и население 10 399 души (към 31 декември 2013). Административен център на община Нура е едноименния град Нура.